# Тюргешский каганат
Тюрге́шский каганат (др. тюрк. ‏𐱅𐰇𐰼𐰏𐰾:𐰉𐰆𐰑‎, Türügeš budun — «Тюргешский народ») — тюркское государство, основанное Ушликом, существовавшим в период VIII века на территории Семиречья.

## Название
Первое упоминание термина тюргеш с сочетанием türk türgiš jir — «тюркская и тюргешская страна», ориентировочно в 629 году и содержится в уйгурском переводе Жизнеописание китайского буддисткого паломника в Индию. По мнению Э. Кристофера и Т. Текина этимологизируя этноним Türgiş как содержащий суффикс -ş, присоединенный к названию озера Türgi-Yarğun, которое упоминается в Кюль-тегинской надписи.

## Периодизация
- 699 год — Уч-Элиг вытесняет Хосрова Бёри-шада и устанавливает свою власть.
- 708 год — Уч-Элиг умирает и каганом становиться Согэ.
- 711 год — Тоньюкук и Инэль разбивает армию Согэ, где он и умирает. Тюргешский каганат перестает существовать.
- 716 год — Сулук восстанавливает Тюргешский каганат и объявляет себя каганом.
- 720—739 года — арабы захватывают большую часть Семиречья. Сулук и Кут-шор погибают и каганом становится Бага-тархан.
- 744 год — Бага-тархан умирает, новым правителем становится Иль Идмиш Кутлук Бильге[8].
- 746 год — китайцы захватывают столицу, город Суяб.
- 749 год — преемником Иль Идмиша Кутлука Бильге становится Йобу-каган[англ.][8].
- 753 год — правителем становится Тенгри Ирмишь-каган[англ.][9].
- 756 год — черные и желтые рода тюргешей воюют между собой.
- 766 год — земли Тюргешского каганата уходят к карлукам.

## История

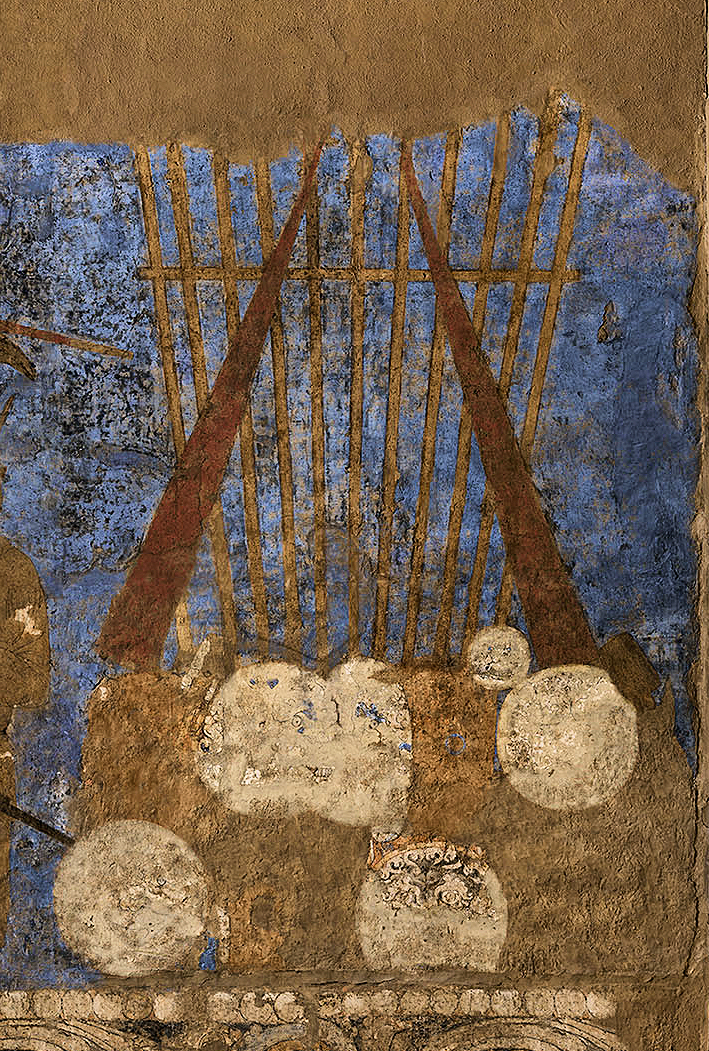
Федеральный символ западных тюрков. Примерно 650 год. Афрасиаб.

### Предыстория
В 693 году казнили Юанькин-шада, который формально был каганом Западно-тюркского каганата. После смерти Юанькин-шада началась борьба за власть Хушэло и Туйцзы. Последний заключает союз с тибетцами. Ван Сяогай разбил тюрок Туйцзы и тибетцев Гар Ценена в битве при Линьцюань в 694 году. Полководец Империи Тан Куо Киен-куан получил приказ от императрицы У Цзэтянь вступить в Фаргану. Тогда население в качестве правителя избрали Ашину Туйцзы. Он получил поддержку от тибетцев и начал наступления на гарнизонты Империи Тан в Восточном Туркестане. Против против Империи Тан боролись Ашина Богра и Ашина Бабу, которые получили поддержку со стороны тибетского цэнпо. Для того что бы противостоять, китайцы ставят нового правителя Западно-тюркского каганата, Хушэло-шада. Но уже в 699 году он сложил свои полномочия под давлением правителя тюргешей Уч-Элига.

### Создание государственности
В 699 году Уч-Элиг вытеснил претендента на власть Западно-тюркского каганата, Хосрова Бёри-шада и установил свою власть на всей территории от Шаша до Турфана и Бешбалыка. Наместничество Бэйтин, где сконцентрировались все подчиняющиеся Империи Тан вожди из рода Ашина, стало одним из грозных врагов тюргешей. В 704 году Ашина Сянь и Бёри-шад совместно совершают глубокое вторжение в Семиречье. Тюргеши предпринимают попытку ответить на нападения, и начинают подготовку к походу в Восточный Туркестан.
В Тюргешском каганате начались первые мятежи племенной аристократии, поддержанной войсками Империи Тан. Согэ нанес поражение и разгромил армию китайского наместника в Куче.
В 708 году Уч-Элиг готовиля к походу на Кучу. Его задача была заставить Империю Тан прекратить вторжение в Семиречье, от постоянных набегов Танской армии. В сражении китайские войска понесли сокрушительное поражение. Но дипломатия и подкуп изменили ситуацию, и в этом же году Согэ заключает союзный договор с Империей Тан. Тоньюкук описывают ситуация как:
Каган табгачский был нашим врагом. Каган десяти стрел был нашим врагом. Но больше всего был нашим врагом киргизский сильный каган.
В 711 году войско Второго Восточно-тюркского каганата, во главе Тоньюкука и Инэля разбило армию Согэ в битве при Болучу. Тюргешский каганат временно перестал существовать. Остатки тюргешских войск отступили в Сырдырью и дальше ушли на юг. Вожди западнотюркских племен поспешили выразить покорность и новому сюзерену:
В ту ночь мы отправили (послов) к каждому народу. Услышав эти слова, беги и народ «десяти стрел» все пришли и подчинились.

### Расцвет государственности
В 716 году Сулук вернулся в Семиречье, и объявил себя тюргеш-каганом, и восстановил Тюргешский каганат. Ему пришлось вести борьбу на два фронта. На западе тюргешам угрожал Омейядский халифат, которые в 714—715 годах совершили несколько походов на Сырдарью, а на востоке власти Империи Тан поддерживали западнотюркских каганов, обосновавших в Восточном Туркестане.
В 717 года Сулук совершает успешную дипломатическую миссию в Чанъань. Вслед за этим заключает брачные союзы, что делает его узаконенным во власти. После чего дружественные отношения не нарушались, и попытки китайских наместников ограничить власть Сулука решительно пересекались. В 726—727 годах тюргешская вместе с тибетцами осаждает Кучу.

### Арабское завоевание Средней Азии
В 720—721 годах полководец Кули-Чор вёл успешные боевые действия против арабов в Согде. В 724 году Хишам ибн Абдул-Малик отправил в Хорасан нового наместника, Муслима ибн Саида, с приказом раз навсегда разгромить тюрков, но столкнувшись с Сулуком в Худжанде, Муслим ибн Саид едва успел добраться до Самарканда с частью выживших, так как тюргеши беспрепятственно совершали набеги. В 728—729 годах, во время крупнейших антиарабских восстаний, населения Бухары и Самарканда, согдийцы обратились за помощью к Сулуку. Вторжение тюргешей привело на короткий срок к почти полному освобождению Согда, от арабов которые смогли сдержать лишь Самарканд. В 730 году арабы смогли достичь пару успехов, но в 731—732 годах вновь были разбиты тюргешами в горах между Кешем и Самаркандом, а затем под Карнамой. Лишь в под конец 732 года арабская армия под командованием Джунейд ибн Абдаллах смогла войти в Бухару. Через 5 лет тюргешская армия вновь появилась в верховьях Амударьи, откликнувшись на призыв  о помощи осажденного арабами Тохаристана. В короткие сроки, тюргеши вытеснили из Тохаристана армию арабского наместника Асада ибн Абдаллаха. Сулук с небольшим отрядом атаковал, но потерпел поражение. По возвращении в Невакет он был убит Бага-тарханом. В 739 году Наср ибн Сайяр вторгается в Семиречье и наносит тюргешам поражение и казнит Тукварсен Кут-шора.

### Упадок государства
В 746 году китайцы захватывают столицу Тюргешского каганата, город Суяб. В 749 году китайцы захватывают Шаш. Продвижение Империи Тан обеспокоило аббасидов. Абу Муслим посылает одного из своих военачальников в район Тараза Ибд Хумайда. Сын Кут-шора просит о помощи, и арабский халиф ас-Саффах, отправляет в регион войско Зийада ибн Салиха. Навстречу им выходят китайское войско Гао Сяньчжи и карлуки. В Таласской битве китайцы не смогли удержать позиции и потерпели поражение.
В 756 году черные и жёлтые роды тюргешей вновь начинают воевать. В 759 году карлуки начинают завоевание Тюргешского каганата. В 766 году земли тюргешей переходят к Карлукскому каганату.

## Население

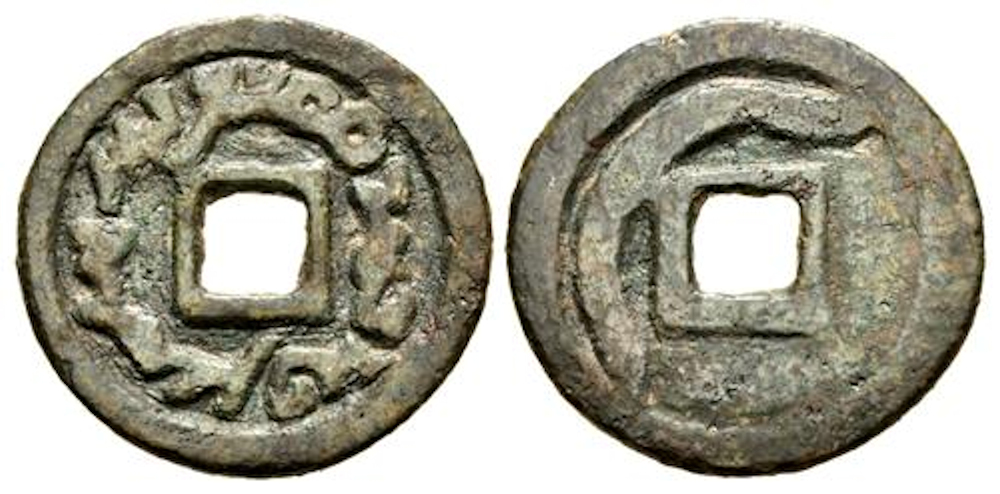
Монета Тюргешских каганов. Середина первой половины VIII века. Семиречье.

### Тюргеши
Первые сведения о тюргешах относится ко второй четверти VII века, когда они входили в союз пяти племен дулу, живших на территории Семиречья. Которые делились на «жёлтые» и «чёрные» роды. Жёлтые тюргеши символизировали знать, а черные тюргеши представляли народ. Сами тюргеши были многочисленным народом. Во время правления Ушлика было 140 000 воинов, но в момент кульминации Согэ, она достигала до 300 000 воинов. Само численность тюргешей колебалась от 500 000 до 700 000 человек.

### Согдийцы
В надписях Тоньюкука говориться, что тюргешскому племени низвести Согд, до ранга вассальной страны:
Мы дошли до Железных ворот, откуда повернули назад. Инель-каган (..?..) боясь (..?..) арабов и тохарцев (...?..). Отсюда приходит и подчиняется весь согдийский народ, собственная территория которого находилась под властью Сока.

### Ягма
Вожди ягма открытки заявляли о верной службе Тюргешскому кагану:
Мы пришли служить тебе, если будет дано позволение, мы будем совершать набеги во все стороны.

## Правители
- Уч-Элиг (699—706)
- Согэ (706—711)
- Сулук (716—738)
- Тукварсен Кут-шор (738—739)
- Бага-тархан (739—744)
- Иль Идмиш Кутлук Бильге (744—749)
- Йобу-каган[англ.] (749—751)
- Тенгри Ирмишь-каган[англ.] (753—755)
- Ата Бойла[англ.] (неизвестно)[38]